# 伊善人
伊善人，是分布於泰國東北部伊善地區的泰语民族，人口約2200萬。
他們的語言和文化有老撾的根源，因此比暹羅泰族（小泰族）更接近老族。儘管如此，伊善人通常認為自己是泰國國民，而且由於泰化政策，他們越來越注重中央泰人的主流文化。泰國不承認伊善人作為一個獨立民族，泰國的政策已經成功地淡化伊善人和老撾的親屬關係，導致了顯著的伊善身份發展。儘管如此，88%伊善人總是說伊善語。
伊善人很多都遷移到曼谷工作。大概8,000人居住在老撾，其他人已經移民到馬來西亞，新加坡和幾個西方國家。
1. ↑  Hattaway, Paul (编), , Peoples of the Buddhist World (William Carey Library), 2004: 103